# Symfonie nr. 30 (Brian)
Havergal Brian dateerde zijn Symfonie nr. 30 met 13 november 1967. 
Brian heeft in zijn achtergelaten correspondentie eigenlijk niets losgelaten over deze symfonie. Rond die tijd was hij bezig met een opera Oedipus at Colonus, maar juist van dit werk is niets meer teruggevonden. Bij de uitgave van Dutton Vocalion in 2011 werd er dan ook door de tekstschrijver van het boekwerk van uitgegaan, dat Brian de muziek die hij al voor de opera had geschreven gebruikt heeft voor deze symfonie. De symfonie gebruikt in bijna geen enkel opzicht de klassieke vier- dan wel driedelige structuur. Het werk bestaat slechts uit twee delen, een lento en een passacaglia in moderato comodo e leggiero. De delen worden achter elkaar doorgespeeld. Na circa 15 minuten vindt het werk zijn eind.
Brian had nog wel wat langer aan het werk kunnen schrijven; de première vond pas negen jaar na oplevering plaats. De componist was toen al vier jaar eerder overleden. Harry Newstone gaf op 24 september 1976 leiding aan het New Philharmonia Orchestra; de première was op de radio BBC3 mee te beluisteren.

## Orkestratie
- 3 dwarsfluiten (III ook piccolo), 2 hobo’s, 1 althobo, 2 klarinetten, 1 basklarinet, 3 fagotten (III ook contrafagot)
- 4 hoorns, 3 trompetten, 3 trombones, 1 tuba
- pauken, percussie, 2 harpen
- violen, altviolen, celli, contrabassen

Symfonie nr. 1 "Gotische"  · 2 · 3 · 4 · 5 · 6 · 7 · 8 · 9 · 10 · 11 · 12 · 13 · 14 · 15 · 16 · 17 · 18 · 19 · 20 · 21 · 22 · 23 · 24 · 25 · 26 · 27 · 28 · 29 · 30 · 31 · 32